# Ken Mary
Ken Mary (...) è un batterista heavy metal statunitense noto per aver suonato in molti gruppi tra i quali Fifth Angel, Chastain, TKO, Impellitteri, Accept, House of Lords, Bonfire e per Alice Cooper.

## Discografia

### TKO
- 1984 - In Your Face
- 1985 - Below the Belt

### Fifth Angel
- 1986 - Fifth Angel
- 1989 - Time Will Tell

### Chastain
- 1986 - Ruler of the Wasteland
- 1987 - The Seventh of Never
- 1988 - Voice of the Cult

### Alice Cooper
- 1986 - Constrictor
- 1987 - Raise Your Fist and Yell

### Impellitteri
- 1992] - Grin and Bear It
- 1993 - Victim of the System
- 1994 - Answer to the Master
- 1996 - Screaming Symphony
- 1997 - Fuel for the Fire
- 1998 - Eye of the Hurricane

### House of Lords
- 1988 - House of Lords
- 1990 - Sahara
- 2004 - The Power and the Myth
- 2007 - Live in the UK

### Collaborazioni
- 1987 - Bonfire - Fireworks
- 1987 - David Chastain - Instrumental Variations
- 1989 - David Chastain - Within the Heat
- 1991 - Bad Moon Rising - Bad Moon Rising
- 1991 - Tuff - What Comes Around Goes Around
- 1993 - Bad Moon Rising - Blood
- 1993 - Ken Tamplin - Goin' Home
- 2001 - David Glen Eisley - The Lost Tapes
- 2004 - Robin Beck - Wonderland